# Huberodendron swietenioides
Huberodendron swietenioides là một loài thực vật có hoa trong họ Cẩm quỳ. Loài này được (Gleason) Ducke mô tả khoa học đầu tiên năm 1935.